# Luis María Estrada Paetau
Luis María Estrada Paetau OP (* 26. Mai 1935 in Guatemala-Stadt; † 25. März 2011) war ein guatemaltekischer Ordensgeistlicher und römisch-katholischer Bischof.

## Leben
Estrada Paetau trat der Ordensgemeinschaft der Dominikaner bei und empfing am 26. März 1961 die Priesterweihe.
Papst Paul VI. ernannte ihn am 30. November 1970 zum Apostolischen Administrator der Apostolischen Administration El Petén in Guatemala. Am 27. Oktober 1977 wurde er von Papst Paul VI. zum Titularbischof von Regiae ernannt und zum Apostolischen Administrator der Apostolischen Administration Izabal bestellt. Die Bischofsweihe spendete ihm am 12. Dezember 1977 Erzbischof Emanuele Gerada, Nuntius in Guatemala; Mitkonsekratoren waren James Richard Ham MM, Weihbischof in Guatemala, und Rodolfo Quezada Toruño, Koadjutorbischof in Zacapa. Papst Johannes Paul II. bestellte ihn am 12. März 1988 zum Bischofsvikar des Apostolischen Vikariats Izabal. 
Seinem Rücktrittsgesuch wurde am 12. Juni 2004 stattgegeben.

## Schriften
- La Santísima Virgen del Rosario de Guatemala y su basílica menor. Eros Guatemala 1970.
- Historia de la Iglesia Santo Domingo de Guatemala. Convento Santo Domingo 1993, zusammen mit Juan Rodríguez Cabal.